# Kurzbahneuropameisterschaften

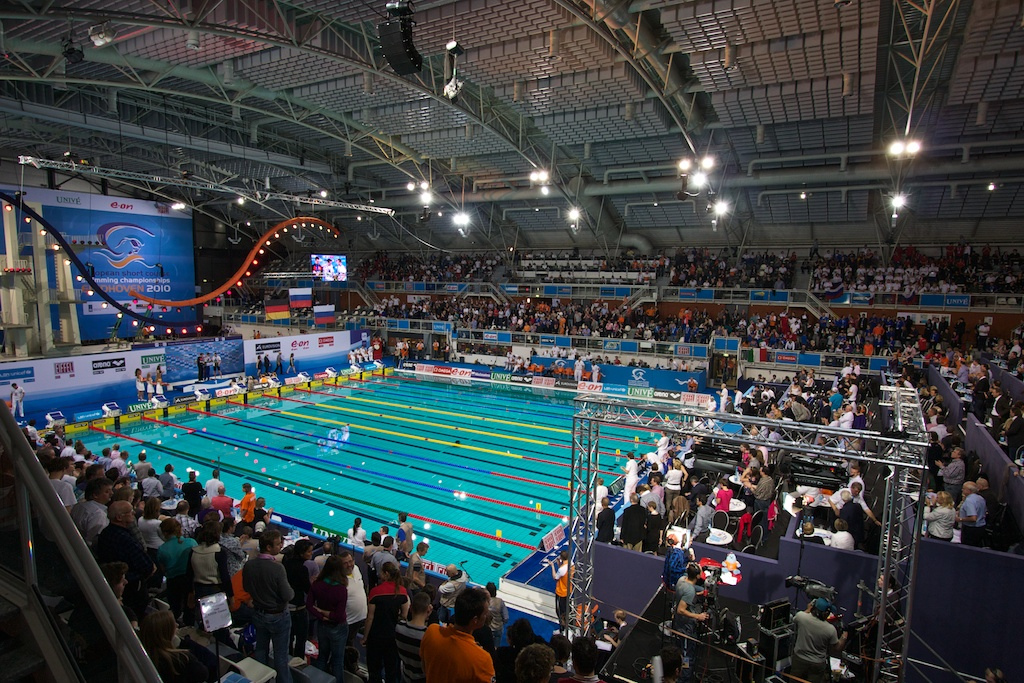
Kurzstrecken-Europameisterschaften 2010 Eindhoven

Kurzbahneuropameisterschaften werden seit 1991, bis auf zwei Ausnahmen, jährlich vom europäischen Schwimmverband European Aquatics (ehemals LEN) ausgetragen. In den Jahren 1995 und 1997 fanden keine Titelkämpfe statt. Bis 1994 lief die Veranstaltung unter dem Namen Sprinteuropameisterschaften, erst 1996 passte die LEN den Namen an die von der FINA ausgerichteten Kurzbahnweltmeisterschaften an. Die Wettbewerbe umfassen alle Distanzen zwischen 50 und 1500 Meter.
Die Veranstaltung wird meist in Hallenbädern ausgetragen, was zum einen am Zeitpunkt (Winter oder Frühjahr) und zum anderen an der kurzen 25-Meter-Bahn liegt. Im Laufe der letzten Jahre haben sich Athleten auf die Kurzbahn spezialisiert und nutzen die Vorteile der kürzeren Bahnen durch gute Wenden und lange Tauchphasen aus.
| Nr.                           | Jahr | Ort           | Land                   | Artikel |
| ----------------------------- | ---- | ------------- | ---------------------- | ------- |
| Sprinteuropameisterschaften   |      |               |                        |         |
| 1                             | 1991 | Gelsenkirchen | Deutschland            | Details |
| 2                             | 1992 | Espoo         | Finnland               | Details |
| 3                             | 1993 | Gateshead     | Vereinigtes Königreich | Details |
| 4                             | 1994 | Stavanger     | Norwegen               | Details |
| Kurzbahneuropameisterschaften |      |               |                        |         |
| 5                             | 1996 | Rostock       | Deutschland            | Details |
| 6                             | 1998 | Sheffield     | Vereinigtes Königreich | Details |
| 7                             | 1999 | Lissabon      | Portugal               | Details |
| 8                             | 2000 | Valencia      | Spanien                | Details |
| 9                             | 2001 | Antwerpen     | Belgien                | Details |
| 10                            | 2002 | Riesa         | Deutschland            | Details |
| 11                            | 2003 | Dublin        | Irland                 | Details |
| 12                            | 2004 | Wien          | Österreich             | Details |
| 13                            | 2005 | Triest        | Italien                | Details |
| 14                            | 2006 | Helsinki      | Finnland               | Details |
| 15                            | 2007 | Debrecen      | Ungarn                 | Details |
| 16                            | 2008 | Rijeka        | Kroatien               | Details |
| 17                            | 2009 | Istanbul      | Türkei                 | Details |
| 18                            | 2010 | Eindhoven     | Niederlande            | Details |
| 19                            | 2011 | Stettin       | Polen                  | Details |
| 20                            | 2012 | Chartres      | Frankreich             | Details |
| 21                            | 2013 | Herning       | Dänemark               | Details |
| 22                            | 2015 | Netanja       | Israel                 | Details |
| 23                            | 2017 | Kopenhagen    | Dänemark               | Details |
| 24                            | 2019 | Glasgow       | Vereinigtes Königreich | Details |
| 25                            | 2021 | Kasan         | Russland               | Details |
| 26                            | 2023 | Otopeni       | Rumänien               | Details |